# Szew jarzmowo-szczękowy

Czaszka człowieka. Szew jarzmowo-szczękowy zaznaczony na czerwono.

Szew jarzmowo-szczękowy (łac. sutura zygomatomaxillaris) – szew czaszki łączący kość jarzmową ze szczęką. Jest szwem liściastym.
U człowieka przebiega na przedniej ścianie czaszki i dolnej ścianie oczodołu, łącząc brzeg przednio-dolny (szczękowy) trzonu kości jarzmowej z górnym brzegiem wyrostka jarzmowego szczęki.
Zarasta (kostnieje) u świni domowej w 7–10 roku życia, u psa domowego i bydła domowego w 10–15 roku, a u konia domowego w 17–20 roku życia.